# 甘塔帕达
甘塔帕达（Ghantapada），是印度奥里萨邦Anugul县的一个城镇。总人口15587（2001年）。

## 人口
该地2001年总人口15587人，其中男性8370人，女性7217人；0—6岁人口2127人，其中男1101人，女1026人；识字率71.18%，其中男性为78.43%，女性为62.77%。